# ماریون لئونارد
ماریون لئونارد (انگلیسی: Marion Leonard; ۹ ژوئن ۱۸۸۱ – ۹ ژانویهٔ ۱۹۵۶) یک هنرپیشه اهل ایالات متحده آمریکا بود. وی بین سال‌های ۱۹۰۸ تا ۱۹۱۵ میلادی فعالیت می‌کرد.
از فیلم‌ها یا برنامه‌های تلویزیونی که وی در آن نقش داشته‌است می‌توان به دو برادر اشاره کرد.